# Выбросы метана
Антропогенные источники выброса метана:
2020 г. 
 Использование ископаемого топлива (33 %) С\х животные (30 %) С\х растения (15 %) Мусор (18 %) Другие (4 %)
Выбросы метана являются основным фактором повышения концентрации парниковых газов в атмосфере Земли и отвечают за 30% причин глобального потепления. В течение 2019 года около 60%  мировых выбросов метана в атмосферу (360 миллионов тонн) было вызвано деятельностью человека, в то время как естественные источники составили около 40% (230 миллионов тонн). Снижение выбросов метана за счет улавливания и утилизации может дать одновременно экологические и экономические выгоды.
Около одной трети (33%) антропогенных выбросов метана приходится на выбросы при добыче и доставке ископаемого топлива, в основном, из-за 
сбросов в атмосферу и утечек газа. Крупнейшим в мире источником выбросов метана при добыче нефти и газа является Россия. Не менее крупным источником является животноводство (30%); в первую очередь из-за кишечной ферментации жвачных животных, таких как крупный рогатый скот и овцы. Третья по значимости категория выбросов — бытовые отходы: свалки и очистку сточных вод (18%). Растениеводство, включая производство продуктов питания и биомассы, составляет четвертую группу (15%), причем наибольший вклад вносит производство риса..
На водно-болотные угодья приходится около трех четвертей (75%) устойчивых природных источников метана. Большая часть остального приходится на утечки из приповерхностных залежей углеводородов и клатратных гидратов, выбросы вулканов, лесные пожары и выбросы термитов. Вклад  популяций диких жвачных млекопитающих значительно меньше вклада крупного рогатого скота и других сельскохозяйственных животных.